# Хиссрик, Лорен Шмидт
Лорен Шмидт Хиссрик (англ. Lauren Schmidt Hissrich) — американский сценарист и телепродюсер. Она является исполнительным продюсером и шоураннером телесериала «Ведьмак».

## Жизнь и карьера
Хиссрик выросла в Уэстервилле, Огайо, в 2000 году окончила Виттенбергский университет в Спрингфилде, Огайо с БИ по специальностям английская литература и литературное творчество.
Хиссрик написала сценарии для телесериалов «Западное крыло» и «Справедливость», а также создала и спродюсировала такие шоу, как «Родители», «Не навреди», «Частная практика», «Сорвиголова», «Защитники» и «Академия Амбрелла».
Является шоураннером сериала «Ведьмак» от Netflix на основе серии книг Анджея Сапковского.

## Личная жизнь
Живёт в Лос-Анджелесе со своим мужем Майклом Хиссриком, также телепродюсером, и двумя сыновьями, Гарри и Беном.